# Phaethornis malaris
Phaethornis malaris е вид птица от семейство Колиброви (Trochilidae).

## Разпространение
Видът е разпространен в Боливия, Бразилия, Венецуела, Еквадор, Колумбия, Перу, Суринам и Френска Гвиана.